# Софроний IV (патриарх Иерусалимский)
Патриа́рх Софро́ний IV (греч. Πατριάρχης Σωφρόνιος Δ΄) — патриарх Иерусалимский (1579—1608).

## Биография
Племянник иерусалимского патриарха Германа, выбравшего себе его в преемники. Когда Софроний по приглашению дяди приехал из Стамбула в Палестину, то это вызвало недовольство как православной арабской общины, так и духовенства. В 1578-начале 1579 года по этому поводу был конфликт между патриархом Германом, вифлеемским митрополитом Иоакимом и монахами лавры Саввы Освященного. Чтобы достигнуть примирения в Палестину прибыли экзархи Константинопольского и Антиохийского патриархов. Состоялся церковный собор на котором конфликт был улажен и патриарший престол перешёл от Германа к Софронию.
Об отношениях патриарха Софрония с Россией свидетельствует сохранившиеся послание царя Бориса Годунова патриарху: «и дочь моя Аксинья, — писал Борис к Софронию, — тебе, великому государю, челом бьет: икону, Спасов образ, да ширинку».

## Предание о рассечённой колонне

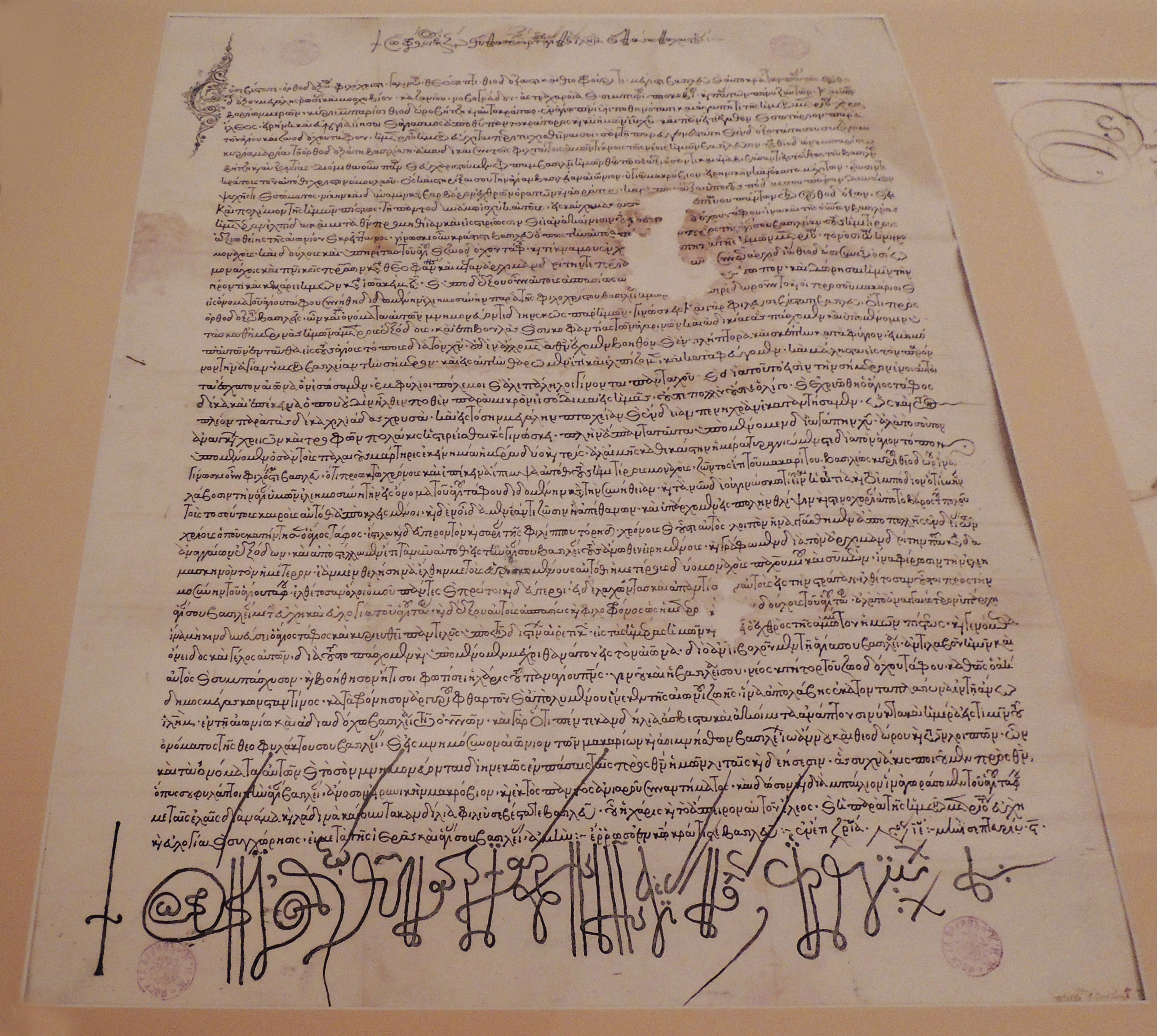
Грамота иерусалимского патриарха Софрония и архимандрита Феофана царю Борису с поздравлениями по случаю его избрания на царство и просьбой о выдаче традиционной милостыни Гробу Господню по причине их разорения от турок. 1602 год. РГАДА

Патриарх Софроний IV является участником распространённого православного предания о колонне в храме Гроба Господня в Иерусалиме, рассечённой благодатным огнём:

Согласно православному преданию, трещина появилась чудесным образом в Великую субботу 1579 года. В это время Османской империей правил султан Мурад III, а Патриархом был Софроний IV (1579—1608). Это предание гласит, что армяне подкупом добились у иерусалимского паши позволения им одним быть в храме Воскресения Христова в Великую субботу. Поэтому православный Патриарх вместе с народом не были допущены внутрь и вынужденно молились перед входом в храм. Ожидание уже сильно затянулось по сравнению с обычным временем и вдруг раздался громовой удар, одна из колонн храма треснула и оттуда брызнул Огонь. Патриарх зажег свои свечи, от него зажгли все православные и все пришедшие в храм. При этом православные арабы от радости стали прыгать и громко кричать, прославляя Бога, от этого и идёт их обычай шумно и громко славить Бога в храме каждую Великую субботу. Кроме того, предание сообщает, что один из турецких офицеров, мусульманин по имени Омир, увидев чудо с Огнём из колонны, бесстрашно и громко исповедал перед всеми, что он теперь тоже христианин. За это он был тут же обезглавлен, и тело его сожгли на площади перед храмом. Православные собрали пепел и кости Омира, поместили в раку и поставили в женском монастыре Введения Пресвятой Богородицы, где они находились до конца XIX века, источая благоухание. Память святого новомученика Омира совершается 19 апреля (1 мая).
— Кратко изложено по книге «Будь верен до смерти: Судьбы Православия в Османской империи XV-XX вв.»